# Calle de Donceles
La calle de Donceles (antes, Calle de los Donceles; también, calle Donceles) es una de las que atraviesan la parte norte del Centro Histórico de Ciudad de México y cuyo sentido va de poniente a oriente, comenzando justo a la altura del Eje Central Lázaro Cárdenas hasta la Calle de República de Argentina, donde continúa con el nombre de calle de Justo Sierra.

## Origen e historia
La calle de Donceles es una de las calles más antiguas de la ciudad y de las primeras en las que los conquistadores se asentaron. A lo largo de todo su recorrido, se pueden apreciar numerosas construcciones tanto civiles como religiosas que se fueron levantando durante el periodo colonial, desde el siglo XVI, aunque también hay algunos ejemplos de estilos no tan afortunados del siglo XX.[cita requerida]
El nombre asignado a esta calle es uno de los más antiguos que se conocen en esta ciudad, pues se sabe del origen de esta vía desde el año de 1524, recién consumada la conquista de México por los españoles.[cita requerida]
Algunos de los tramos que conforman la calle de Donceles (por cada cuadra que la avenida atraviesa) se les conocían antes del año de 1910 por los nombres siguientes: calle de Chavarría, de Montealegre, de Cordobanes (los artesanos de este oficio que se asentaron en este tramo durante el virreinato) y la Puerta Falsa de San Andrés.

## Monumentos y lugares de interés
Por todo el recorrido de la calle puede observarse una rica y variada muestra de arquitectura de los más variados estilos que imperaron en la Ciudad de México; construcciones de carácter civil, públicas o religiosas principalmente de los siglo XVIII y siglo XIX que son dignos ejemplos del arte barroco, neoclásico, ecléctico y modernista, algunos de los cuales funcionan como museos.[cita requerida]
Entre las edificaciones destacan: el Hospital del Divino Salvador, el Teatro de la Ciudad de México "Esperanza Iris" (antes Teatro Esperanza Iris), el Teatro Fru Fru, el edificio de la Asamblea Legislativa del Distrito Federal (Antigua Cámara de Diputados), el Palacio de los condes Heras y Soto, el Palacio del Marqués del Apartado, el Antiguo Colegio de Cristo y el Templo de la Enseñanza.[cita requerida]
La calle de Donceles es muy frecuentada, sobre todo desde mediados del siglo XX, principalmente por los estudiantes, ya que aquí se ubican las llamadas librerías de viejo, que laboran en un horario de lunes a viernes desde las 10 de la mañana hasta las 8 de la noche, aproximadamente, y sábados y domingos de 10 de la mañana a 6 de la tarde y ofrecen libros antiguos y usados. Si bien muchos de ellos no son baratos, su valor radica en ser libros de ediciones descatalogadas o descontinuadas. Sus catálogos tienen ejemplares de editoriales descontinuadas.[cita requerida]